# Baltimore and Ohio Railroad

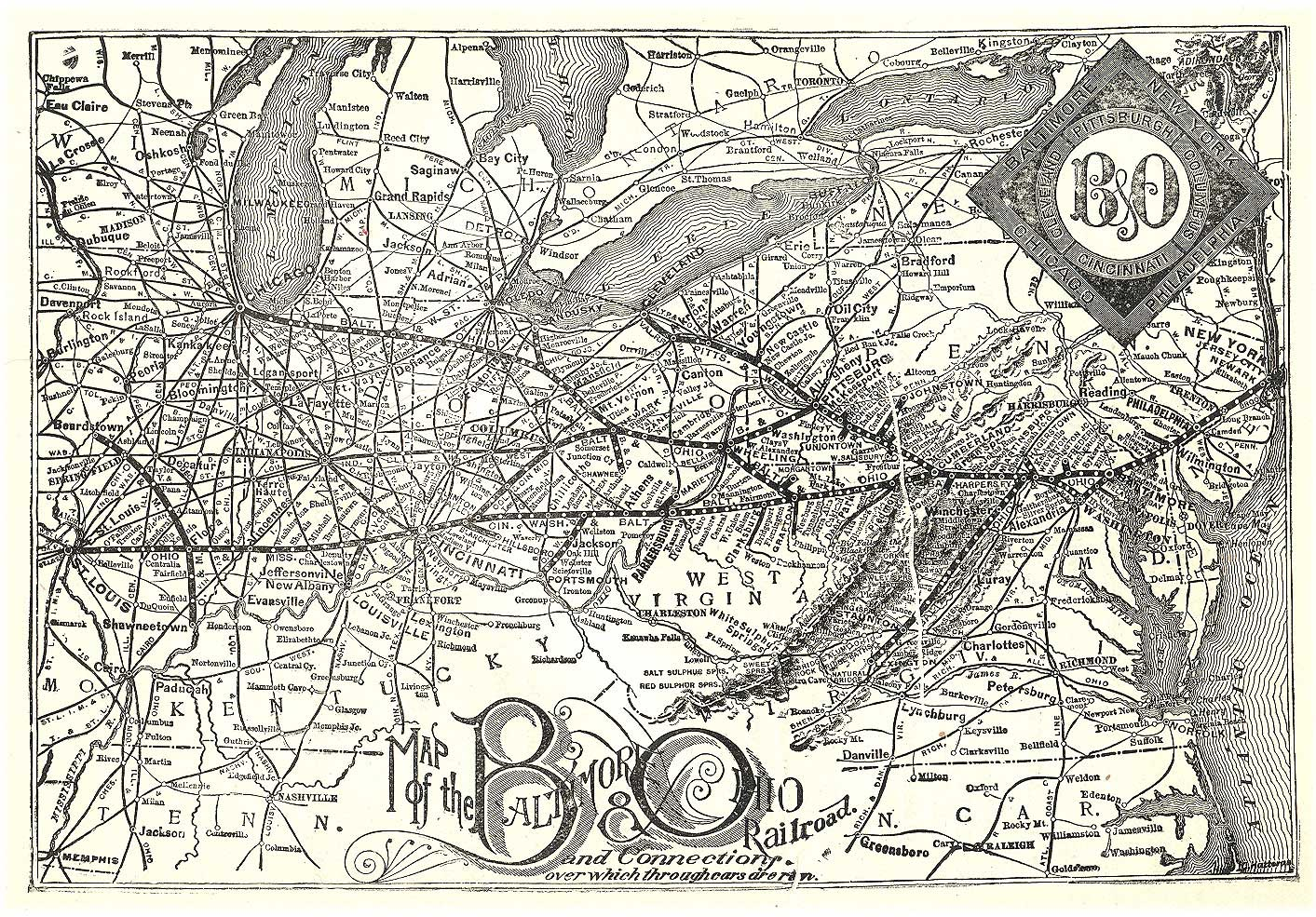
Réseau de la B&O en 1891.

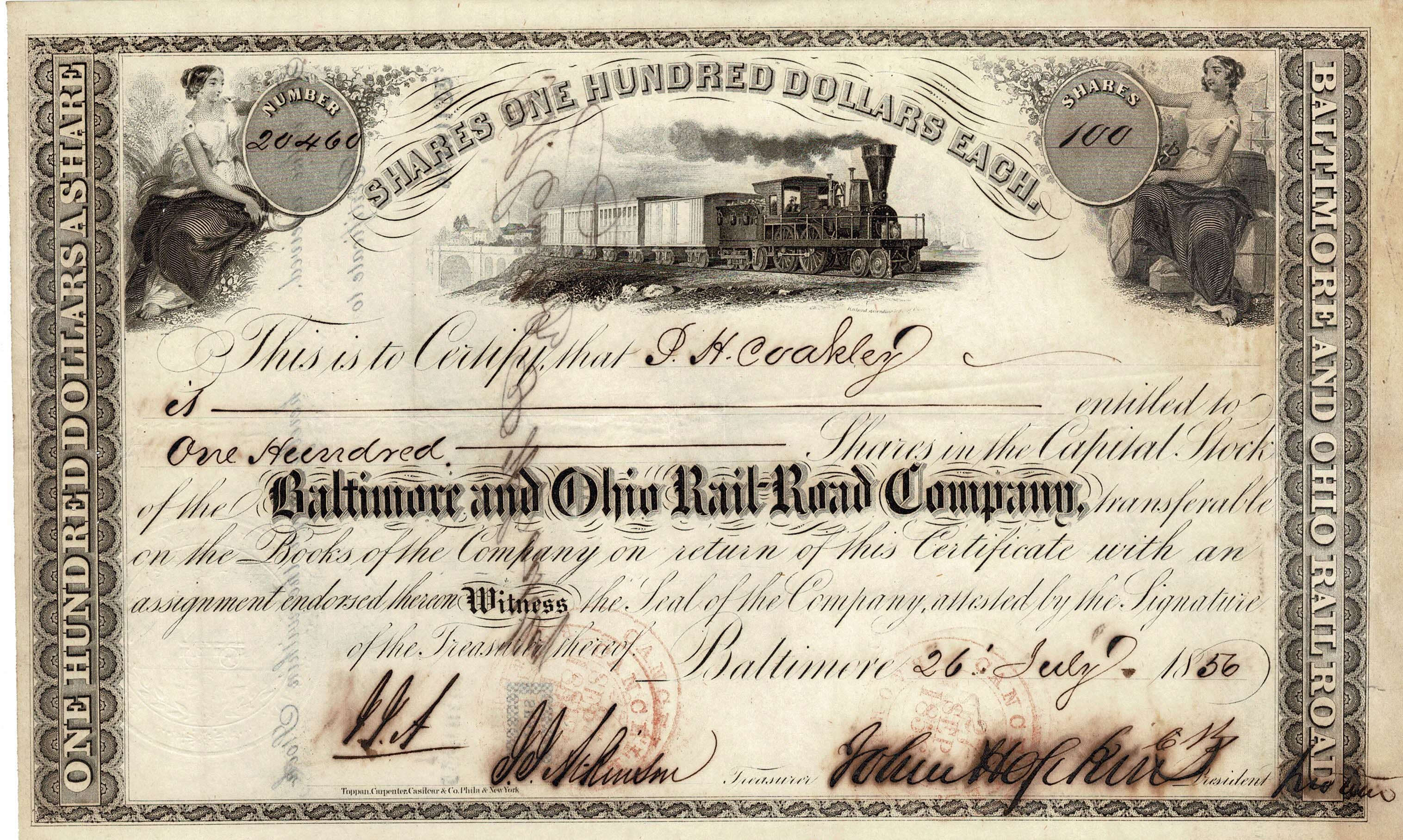
Action de la Baltimore and Ohio Rail-Road Company en date du 26 juillet 1856; signé par Johns Hopkins, qui était "president pro. tem."

La Baltimore and Ohio Railroad (B&O) est la plus ancienne compagnie de chemin de fer américaine. Elle a été la première compagnie à proposer un service au public avec des horaires fixes, tant pour le fret que pour les passagers. Sa première ligne reliait le port de Baltimore (Maryland, États-Unis) à la rivière Ohio près de Wheeling (Virginie-Occidentale, États-Unis).
Elle a été classée chemin de fer américain de classe I. Elle a existé de 1827 à 1986, et la première section de ligne a été mise en service en 1830. Elle fait partie aujourd'hui de la compagnie CSX qui tire son origine de la fusion de nombreuses autres compagnies de la côte orientale de l'Amérique du Nord (États-Unis et Canada) de tailles plus réduites. La compagnie est devenue célèbre aux États-Unis en devenant une des quatre compagnies ferroviaires de la version américaine du célèbre jeu de société Monopoly.

## Histoire
Philip E. Thomas et George Brown furent les fondateurs de la compagnie. Ces derniers visitèrent l'Angleterre en 1826 pour étudier le fonctionnement des entreprises locales. Ils se réunirent alors en 1827 pour se financer auprès de commerçants et de banquiers de la région de Baltimore. La compagnie fut lancée et officialisée par la Virginie le 8 mars 1827 en tant que Baltimore and Ohio Rail Road Company avec la ligne reliant le port de Baltimore à la rivière Ohio. Il s'agissait à l'époque de la solution la plus rapide pour transporter les marchandises entre la côte orientale du pays et la région du Midwest. Cette route ferroviaire était bien plus rapide que la voie fluviale du canal Érié près de New York. Philip Thomas fut élu premier président de l'entreprise tandis que George Brown en était le trésorier. Le capital de départ fut fixé à 5 millions de dollars.

### Débuts
La construction de la voie débuta le 4 juillet 1828. Le premier tronçon entre Baltimore et Ellicott's Mills (actuellement Ellicott City (Maryland)) fut ouvert le 24 mai 1830. La voie devait suivre la rivière Patapsco jusqu'à Parr's Ridge pour franchir un dénivelé avant de redescendre dans la vallée des cours d'eau Monocacy et Potomac. D'autres tronçons ouvrirent vers Frederick (Maryland) le 1er décembre 1831, Point of Rocks le 2 avril 1832, Sandy Hook le 1er décembre 1834 en connectant le Winchester and Potomac Railroad, Martinsburg en mai 1842, Hancock en juin 1842, Cumberland le 5 novembre 1842, Piedmont le 21 juillet 1851, Fairmont le 22 juin 1852, et le terminus de Wheeling le 1er janvier 1853. Vingt-cinq ans ont été nécessaires pour construire la ligne de 379 miles (610 km) de long.
L'État du Maryland demanda à la compagnie d'établir une ligne entre Baltimore et Washington D.C. (District de Columbia, États-Unis en 1831. La ligne fut ouverte en 1835. En contrepartie, l'État assurait à la compagnie le monopole de cette relation.

### Guerre de Sécession

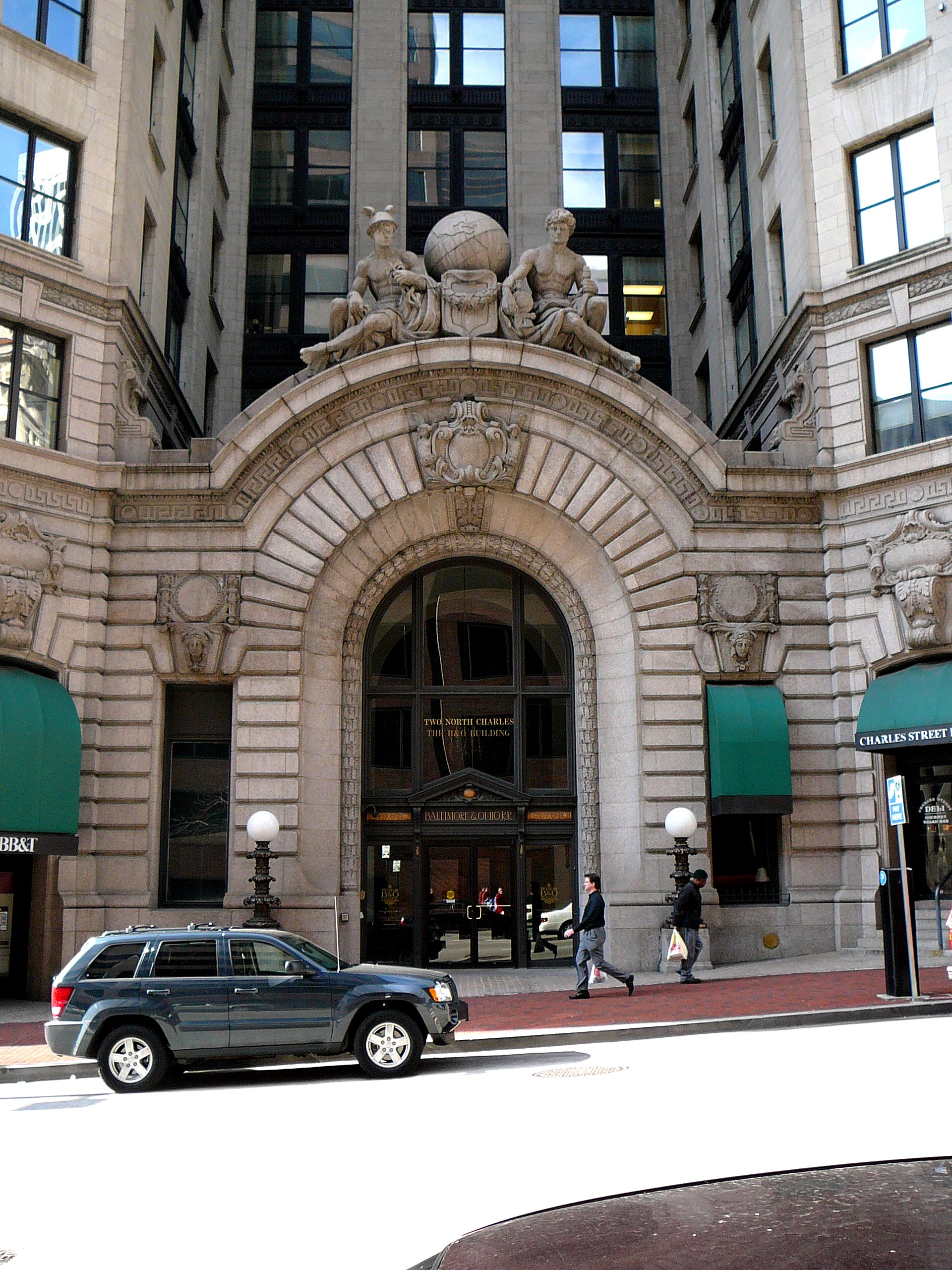
Bureaux de la B&O Railroad à Baltimore.

La guerre de Sécession a impliqué à plusieurs reprises les voies ferrées de la compagnie :
- Bataille et raids nordistes
  - Le Great Train Raid of 1861, Mai 1861 ;
  - Le Martinsburg Train Raid, 20-23 juin, 1861 ;
  - Le Leesburg Train Raid, 7 août, 1861 ;
  - Le Romney Expedition, 1 au 24 janvier, 1862 ;
  - Raids du général de Brigade, A. G. Jenkins, Automne, 1862 ;
  - Le Jones-Imboden Raid, 24 avril au 22 mai, 1863 ;
  - La bataille de Monocacy, 9 juillet, 1864 ;
  - Le Gilmor's Raid, 11 juillet, 1864.
- Raids confédérés :
  - Lieutenant Général Thomas J. Stonewall Jackson ;
  - Lieutenant Général Jubal Anderson Early ;
  - Général de Brigade Turner Ashby et sa cavalerie des chevaux noirs ;
  - Général de Brigade John D. Imboden et la 62e infanterie à cheval de Virginie ;
  - Général de Brigade Albert G. Jenkins' et la 8e de cavalerie de Virginie ;
  - Général de Brigade William E. « Grumble » Jones et sa "Brigade Laurel" ;
  - Colonel John S. Mosby ;
  - Major Harry Gilmor ;
  - Capitaine John H. McNeill.
- Cités impliquées dans la guerre avec la B&O 
  - Winchester ;
  - Harpers Ferry.

### Extension à l'ouest par fusions

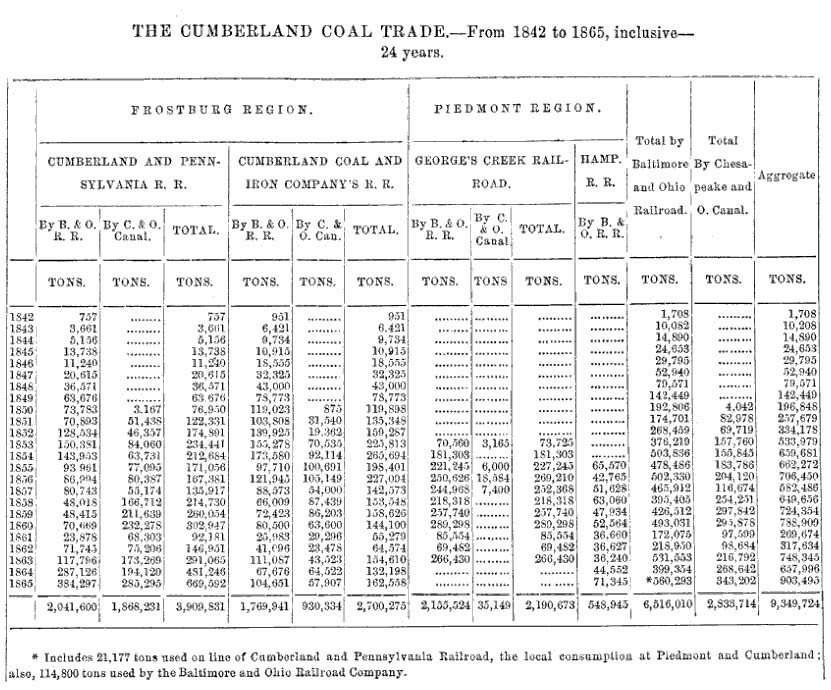
Transport de charbon, 1842-1865

Un pont fut construit en 1871 au-dessus de la rivière Ohio entre Wheeling et Bellaire. Le pont permettait de relier le réseau de la compagnie à celui du Central Ohio Railroad et de desservir la ville de Columbus (Ohio) (Ohio, États-Unis) et marqua le début de l'extension vers l'ouest et vers le nord.
D'autres réseaux de chemins de fer fusionnèrent avec le réseau de la compagnie:
- Winchester and Potomac Railroad et Winchester and Strasburg Railroad en 1867.
- Sandusky, Mansfield and Newark Railroad en 1869
- Pittsburgh and Connellsville Railroad en 1871.
- Somerset and Cambria Railroad en 1879.
- Buffalo Railroad en 1880.
- West Virginia and Pittsburgh Railroad fen 1890.
- Columbus and Cincinnati Midland Railroad en 1890.
- Monongahela River Railroad en 1900.
- Marietta and Cincinnati Railroad en 1882.
- Ohio River Railroad en 1901.
- Pittsburgh Junction Railroad en 1902.
- Pittsburgh and Western Railroad en 1902.
- Cleveland Terminal and Vally Railroad en 1909.
- Cleveland, Lorain and Wheeling Railroad en 1909.
- Chicago Terminal Transfer Company en  1910.
- Salisbury Railroad en 1912.
- Cincinnati, Hamilton and Dayton Railroad en 1912.
- Morgan and Kingwood Railroad en 1922.
- Coal and Coke Railroad en 1920.
- Cincinnati, Indianapolis and Western Railroad en 1927.
- Buffalo, Rochester and Pittsburgh Railway en 1932.
- Buffalo and Susquehanna Railroad en 1932.

Le Chicago and Alton Railroad fut acheté par la B&O en 1931 et renommé Alton Railroad. Il fut opéré séparément du réseau principal de la société avant d'être revendu en 1942 à Gulf, Mobile and Ohio Railroad.

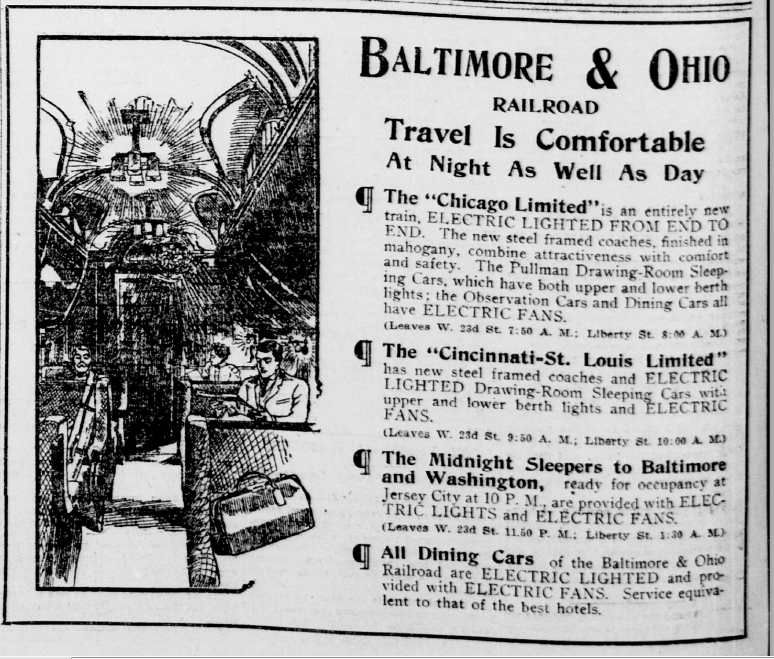
Publicité dans un périodique pour les trains de passagers du B&O. "Le voyage est confortable de nuit comme de jour." On annonce aussi l'éclairage électrique à bord.

Le 20 juillet 1877, une émeute sanglante de travailleurs de la compagnie eut lieu à Baltimore. Neuf cheminots furent tués par la milice du Maryland. Le lendemain, les travailleurs de Pittsburgh (Pennsylvanie, États-Unis) se mirent en grève en soutien à leurs collègues. La milice de l'État les attaqua et la marche se transforma également en émeute.

### Nouvelles lignes dans le Maryland
En 1866, la Baltimore and Ohio Railroad commença à construire la Metropolitan Branch, ligne à l'ouest de Washington jusqu'en 1873. Avant cette date, les voyageurs en partance de Washington devaient rejoindre Baltimore pour se rattacher au réseau. Plusieurs ponts furent ainsi construits.
Entre-temps, le Pennsylvania Railroad (PRR) acquit le réseau Nord de la B&O. Ce réseau reliait la ville de Philadelphie en Pennsylvanie à celle de New York. Le Maryland tint sa promesse de ne pas ouvrir une autre ligne à la concurrence entre Baltimore et Washington. Mais en 1860, lorsqu'il fut décidé de construire une ligne vers le sud du Maryland, la compagnie PRR mit une clause au contrat lui permettant d'ajouter à la ligne des voies secondaires pouvant aller jusque 36 km de long, de n'importe où sur la ligne et dans toutes les directions. La voie qui passait par la localité de Bowie (Maryland) pouvait donc relier Washington et dès 1872, Baltimore était reliée à Washington par le réseau du PRR.
En réponse, la B&O rédigea une charte pour bâtir un réseau entre Philadelphie et le Maryland en créant le Baltimore and Philadelphia Railroad (Delaware et Pennsylvanie) en 1886. En 1895, le réseau fut totalement interconnecté et, grâce à la construction d'un tunnel, il n'était plus nécessaire de prendre un ferry pour traverser la rivière Patapsco. Le coût de l'Howard Street Tunnel conduisit la B&O à la banqueroute en 1896.
Une grève est déclenchée en 1877 après l'annonce par la compagnie d'une réduction de 10 % des salaires, la seconde en huit mois, réduisant les salaires à cinq ou six dollars par semaine. Les grévistes bloquèrent les lignes, réclamant non seulement le rétablissement de leurs salaires mais aussi de meilleurs horaires de travail. La réaction des propriétaires fut de faire appel à la milice mais les troupes, le plus souvent issues d'un milieu modeste, fraternisèrent avec les travailleurs. Le président Rutherford B. Hayes dut envoyer des troupes fédérales pour réprimer les grévistes.

### XXesiècle

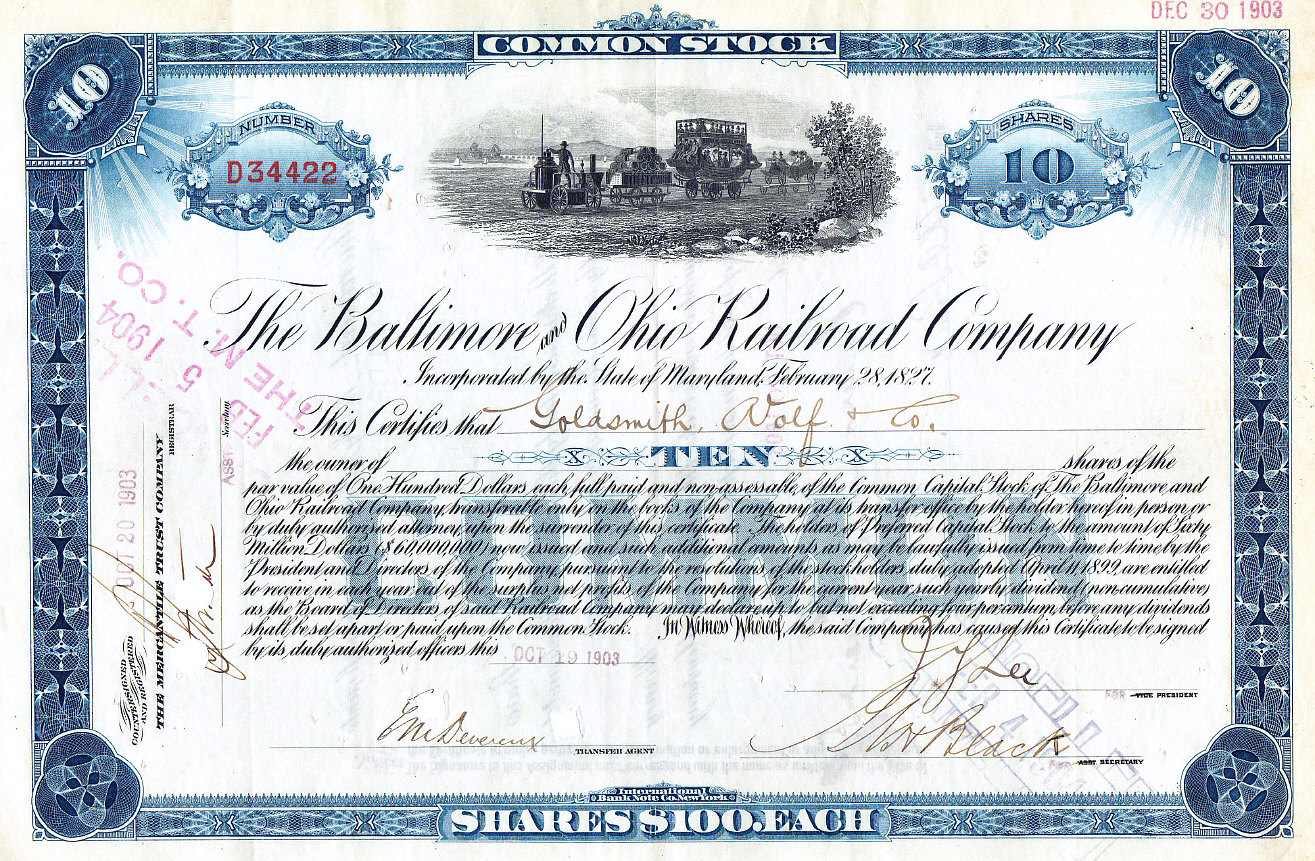
B&O stock certificate, 1903

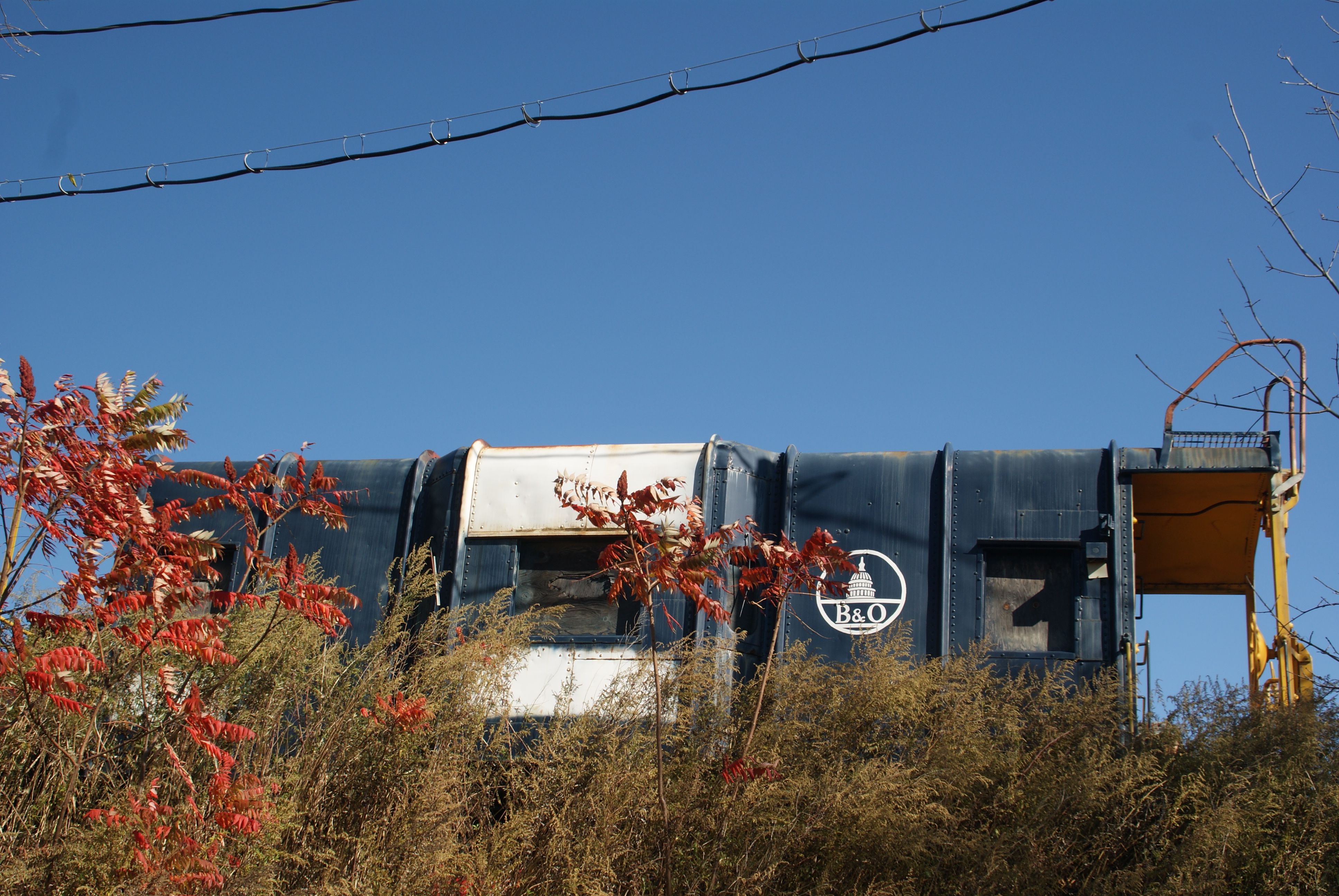
Wagon de queue du B&O

À cause de ses difficultés financières, la Baltimore and Ohio Railroad fut acquise par la Pennsylvania Railroad (PRR) en 1901.  Le vice-président du PRR, Leonor F. Loree, assura la présidence de la compagnie rachetée. Le réseau est amélioré et des trains plus rapides sont déployés. Ainsi des ponts métalliques sont-ils remplacés par des ouvrages de maçonnerie. Le réseau est fortement utilisé durant les deux guerres mondiales.

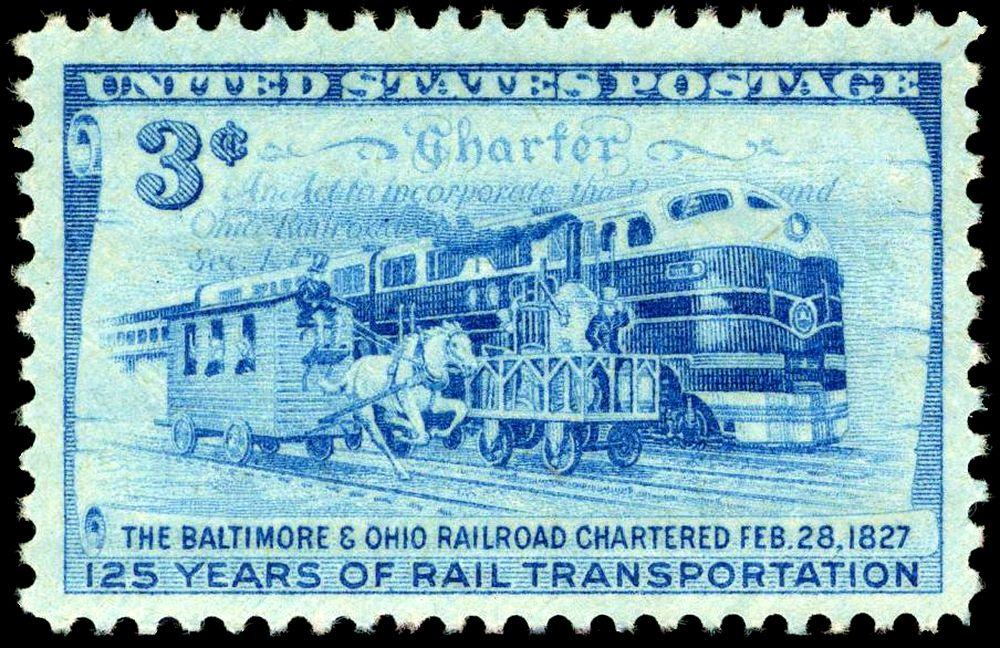
Timbre des États-Unis pour le anniversaire du B&O de 1952

Le Chesapeake and Ohio Railroad prit le contrôle de la B&O en 1963. La société fut regroupée également avec le Western Maryland Railway en 1973. En 1980, le nouvel ensemble se regroupa avec Seaboard System Railroad pour former la CSX actuelle. Ce n'est en fait qu'en 1986 que la B&O fut totalement absorbée dans CSX ce qui arrêta sa longue histoire sous son nom originel.

## Ingénierie

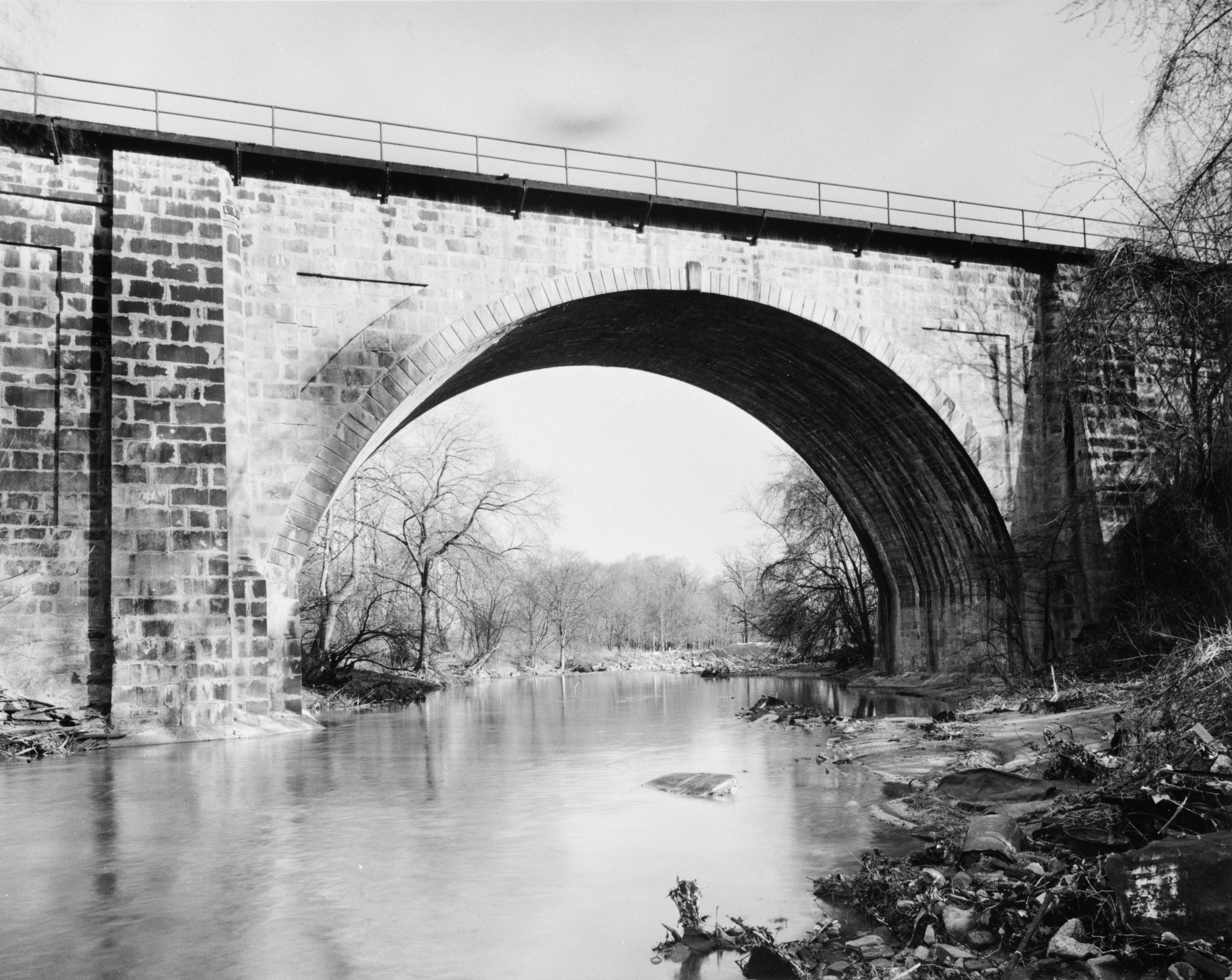
Viaduc de Carrollton.

Au début des années 1820, l'ingénierie des chemins de fer en était à ses balbutiements. Les rails étaient posés sur des lits de pierres et les structures des ponts étaient faites de granite. Bien que le granite devînt rapidement une solution trop dispendieuse, la plupart des ponts construits avec ce matériau sont toujours en service au début du XXIe siècle. Le premier pont de la compagnie se nomme le Viaduc de Carrollton (en) en hommage à Charles Carroll de Carrollton. Le viaduc Thomas (en) dans la localité de Relay (Maryland) était le plus long pont des États-Unis lors de sa construction en 1835. Lui aussi est toujours utilisé.
En 1830, lorsque la ligne remontant la rivière Patapsco fut en construction, la compagnie ne savait pas si les locomotives auraient assez de puissance pour gravir la rampe de la crête de Parr (en) (près de Mount Airy (Maryland). La compagnie décida alors de construire deux plans inclinés de chaque côté de la crête, actionnés par des machines à vapeur, sur environ 1,5 km de long. Ce dispositif fut rapidement délaissé, les locomotives s'avérant assez puissantes. De plus, un tracé alternatif fut alors construit plus loin et le plan incliné tomba à l'abandon et il n'en reste que quelques vestiges au XXIe siècle.